# 二子山石器製作遺跡
座標: 北緯32度54分23秒 東経130度44分31秒 / 北緯32.90639度 東経130.74194度
二子山石器製作遺跡（ふたごやませっきせいさくいせき）は、熊本県合志市野々島にある石器製作場跡である。1972年3月23日、国の史跡に指定された。

## 概要
本遺跡は、菊池台地のほぼ中央に位置する、標高85メートルの二子山という丘陵に所在する。周囲の畑地との比高は15メートルほどである。2か所ある丘陵頂部にはいずれも古墳が築成されている。この丘陵一帯に石器未成品や石材が散布していることは、1930年に二子山の古墳を調査した坂本経堯（熊本県出身の考古学者）によって明らかにされていた。1964年の調査であらためて遺跡の存在が確認され、1965年から1970年まで4次にわたる調査が実施された。その結果、丘陵の全域、南北180メートル、東西200メートルほどの範囲に石材の散布が認められた。

## 遺物
二子山は地質的には、金峰山系の玄武岩質安山岩の残丘（侵食をまぬがれて残った孤立丘）であり、数か所に石器製作用の石材を剥離する元となった母岩が残っている。出土した石器の種別は、十字形石器がわずかにあったほか、ほとんどが扁平打製石斧であった。出土した土器は、縄文時代後期の三万田式と御領式の間に編年される。
本遺跡で製作された石斧が出土した遺跡は55か所を数える。そのうちもっとも遠くにあるのは菊池市の伊野遺跡で、二子山から直線距離で20キロに位置する。伊野遺跡以外で本遺跡由来の石斧が出土する遺跡は半径15キロ圏に限られ、この範囲に流通していたことがわかる。